# 宁波海天塑机乒乓球俱乐部
宁波海天塑机乒乓球俱乐部是位于中国浙江省宁波市的一家乒乓球俱乐部，多次获得中国乒乓球超级联赛男团冠军。

## 历史
2002年，宁波海天俱乐部以2000—2001全国甲A联赛冠军的成绩首次参加中国乒乓球超级联赛。2007年，在马琳带领下，刚更名的宁波北仑海天首度获得乒超联赛男团冠军。2010年，俱乐部再次更名为宁波海天塑机。

## 俱乐部荣誉
- 乒超联赛男团冠军：5次（2007年、2009年、2012年、2013年、2015年）

## 著名球员
曾效力于宁波海天塑机队的著名球员包括王励勤、孔令辉、马琳、马龙等世界冠军，以及中国香港的张钰、李静，中华台北的庄智渊，白俄罗斯的萨姆索诺夫，韩国的吴尚垠、朱世赫，日本的水谷隼、吉田海伟等外援。

## 乒超联赛战绩

### 男子
| 赛季    | 名次 | 队员                                           |
| ------- | ---- | ---------------------------------------------- |
| 2002    | 4    | 张钰、金恩华、陈剑、沙陈斌                     |
| 2003-04 | 10   | 张钰、金恩华、陈剑、沙陈斌                     |
| 2005    | 4    | 王励勤、陈剑、金恩华、李静                     |
| 2006    | 5    | 孔令辉、陈剑、唐鹏、金恩华、黄大伟、萨姆索诺夫 |
| 2007    | 1    | 马琳、李静、詹健、柳洋                         |
| 2008    | 3    | 马龙、吴尚垠、庄智渊、吴灏、崔庆磊             |
| 2009    | 1    | 马龙、唐鹏、庄智渊、吴灏、崔庆磊               |
| 2010    | 4    | 马琳、王建军、吴灏、唐鹏                       |
| 2011    | 5    | 马龙、水谷隼、吴灏、王建军、吉田海伟           |
| 2012    | 1    | 马龙、闫安、翟一鸣、朱世赫                     |
| 2013    | 1    | 马龙、闫安、林高远、朱世赫                     |
| 2014    | 3    | 马龙、闫安、林高远、朱世赫、吕翔               |
| 2015    | 1    | 马龙、闫安、林高远、吕翔                       |